# 고리원자력발전소
고리원자력발전소(古里原子力發電所, Kori Nuclear Power Plant)는 한국수력원자력에서 운영하고 있는 부산광역시 기장군 장안읍 고리 및 효암리 일대에 위치한 원자력발전소이다. 1971년 11월에 착공되어 1977년에 완공되었고 1978년 4월에 상업운전을 시작한 고리 1호기는 대한민국 최초의 상업용 원자로이다. 
이로써 세계에서 21번째 원전보유국이 되었으며, 지속적인 원전건설을 추진하여 2017년 6월 19일 기준으로 24기의 원전을 가동하고 있다.1967년 10월 수립된 장기전원개발계획에 따라 정부는 500MW급 원전 2기를 건설하기로 확정하였다. 1969년 2월까지 건설부지에 대한 현장조사를 끝낸 뒤 같은해 5월 주민대표와 한전관계자로 구성된 원자력발전소 부지매수 및 보상위원회를 설치하고 부지매수에 착수하여 21만평의 부지를 확보하게 되었다.
2024년 현재 고리 원자력발전소에는 모두 5기의 상업용 원자로가 가동 중이다.

## 개요
2017년 6월 19일, 고리원자력발전소 1호기가 상업운전이 시작된지 39년만에 가동을 멈췄다.
고리2호기는 경험활용과 동일로형 채택으로, 고리1호기의 주계약자인 미국의 웨스팅하우스 일괄발주의 발전소 공급계약을 체결하였다.
고리3·4호기부터는 경제 규모의 확대에 따른 전력수요 증가를 고려하여 수립된 전원개발계획에 따라, 시설 용량을 50만kW급에서 95만kW급으로 대형화하였다. 건설 기간에는 미국 스리마일(TMI) 원자력발전소 사고로 인해, 안전설비 보강을 위한 설계 재검토 및 시공물량 증가 등으로 공기가 지연되는 요소가 발생했다. 그러나 지연요소를 만회하기 위한 여러 가지 대책을 마련하고 현장 여건에 맞는 설계가 이루어지도록 하였다.
2005년부터 공사를 시작해 2011년 상업운전에 들어간 신고리1·2호기는 신월성1·2호기와 함께 표준형원전 설계·건설·운영을 통해 축적된 기술로 안전성과 유지보수성을 향상한, 100만kW급 경수로인 개선형 한국표준형 원전이다.

## 발전설비 현황
| 발전방식      | 발전원      | 설비용량      | 설비용량      | 상업운전 개시일 | 운전허가만료일 | 원자로형              | 소계 (MW)              | 원자로 개발  | 터빈발전기 개발 |
| ------------- | ----------- | ------------- | ------------- | --------------- | -------------- | --------------------- | ---------------------- | ------------ | --------------- |
| 원자력        | 원자력      | 1호기         | 587MW         | 1978년 4월 29일 |                | 가압경수로 (PWR)      | 2017년6월19일 영구폐지 | 웨스팅하우스 | 웨스팅하우스    |
| 원자력        | 원자력      | 2호기         | 650MW         | 1983년 7월 25일 | 2023년4월      | 가압경수로 (PWR)      | 7,350                  | 웨스팅하우스 | 웨스팅하우스    |
| 원자력        | 원자력      | 3호기         | 950MW         | 1985년 9월 30일 | 2024년9월      | 가압경수로 (PWR)      | 7,350                  | 웨스팅하우스 | 웨스팅하우스    |
| 원자력        | 원자력      | 4호기         | 950MW         | 1986년 4월 29일 | 2025년8월      | 가압경수로 (PWR)      | 7,350                  | 웨스팅하우스 | 웨스팅하우스    |
| 원자력        | 원자력      | 신 1호기      | 1,000MW       | 2011년 2월 28일 |                | 가압경수로 (OPR-1000) | 7,350                  |              |                 |
| 원자력        | 원자력      | 신 2호기      | 1,000MW       | 2012년 7월 20일 |                | 가압경수로 (OPR-1000) | 7,350                  |              |                 |
| 신재생에너지  | 풍력        | 0.75MW × 1기  | 0.75MW × 1기  | 2008년 6월 30일 |                | -                     | 5.896                  |              |                 |
| 신재생에너지  | 태양광      | 5.146MW × 1기 | 5.146MW × 1기 | 2017년 6월 1일  |                | -                     | 5.896                  |              |                 |
| 설비용량 총계 | 4,555.896MW | 4,555.896MW   | 4,555.896MW   | 4,555.896MW     | 4,555.896MW    | 4,555.896MW           | 4,555.896MW            | 4,555.896MW  | 4,555.896MW     |

## 문제점

### 계속운전 문제
고리1호기는 2007년 6월 9일 30년인 설계수명을 다하여 가동이 중단되었으나 IAEA 검증과 지역사회 합의 등을 거쳐 상업운전을 10년 연장하기로 하였다. 고리 1호기 계속운전 타당성은 1993년 11월부터 1996년 11월까지 수행된 원전 계속운전을 위한 수명관리 1단계 연구를 토대로 기술적·경제적·규제적 관점에서 평가되었다. 연구결과 적절한 경년열화 관리를 통한 안전성을 확보하였으며, 설계수명 이후 20년 이상의 계속운전은 기술적으로 가능하며 경제적 이익도 충분한 것으로 나타났다. 1998년 7월부터 2001년 6월까지 수행된 수명관리 2단계 연구에서는 경년열화된 계통·구조물·기기의 수명평가, 진단 및 감시를 위한 기술을 개발하였다. 경년열화 관리 프로그램이 효과적으로 이행될 때 계속운전 기간 동안에도 발전소의 계통·구조물·기기의 고유기능과 안전성이 유지됨을 확인하였다. 주기적안전성평가는 2000년 5월부터 2002년 11월까지 수행되었으며 심사 결과, 고리1호기는 당시 적용되는 유효한 기술기준에 적합하게 운영되는 것으로 계속운전 가능성을 확보하였다.
2006년 6월 16일 발전사업자로부터 고리1호기 계속운전 신청서류를 접수한 후 교육과학기술부는 한국원자력안전기술원의 전문 인력 100여명을 투입하여 18개월 동안 심사를 수행하였다. 16개 평가분야의 112개 항목의 안전성평가보고서를 검토하면서 발전사업자와 3회에 걸쳐 심사질의·답변을 주고받았으며, 원전 주요설비의 설치상태 및 성능, 경년열화 관리계호기의 구비 등 현장의 계속운전 준비상태를 확인하기 위한 현장점검도 수시로 실시하였다. 특히, 주요기기수명평가보고서 심사에서 계속운전 기간에도 원자로용기의 파손 가능성이 없는 것을 확인하였으며, 원자로용기의 건전성은 IAEA, 아레바(AREVA) 등 해외 전문기관을 통해 제3자 검증을 거쳤다. 종합적인 안전심사결과 고리1호기는 향후 10년간 안전한 상태로 계속운전이 가능한 것으로 최종 결론을 내렸으며 이러한 심사결과를 토대로 2007년 12월 11일 고리1호기 계속운전을 허가하였다.
하지만 고리원전의 계속운전은 여러 가지 논란을 불러 일으켰다. 주민들과 합의 후 상업운전 연장을 했다고 하지만 정작 지역사회에서는 상업운전 연장에 대해 반발하는 목소리가 높았다. 2011년 3월 후쿠시마 원전 사고가 일어난 이후, MBC 《PD수첩》이 고리원전의 안전 실태에 대해서 취재한 결과, 계속운전의 가장 큰 근거가 됐던 안전검사 결과 보고서에서 수학적인 수치를 드러낸 정확한 데이터가 없었으며, 추상적인 표현들밖에 없어 이를 검토한 원자력 전문가가 "이 보고서로는 안전한지 알 수 없다"고 지적했다. 안전성에 대한 주요한 지적들은 지진 발생시 7미터 이상의 지진해일에 원전이 손상될 수 있다는 점이며, 노후화된 문제로 인해 지진에도 취약하다는 것이다. 고리원전이 건설되던 1970년대 당시 원전부근에 지진단층이 발견되기 전이었기 때문에 지진 문제를 심각하게 고려하지 않았다는 것이다.
2012년 3월 31일의 탈핵에너지교수 모임 긴급 토론에서, 환경운동연합 양이원영 국장은 고리1호기의 천이온도가 126.66도(2005년 6월 기준)에 달하는 높은 수치로, 이는 긴급한 사태가 발생할 시에 원자로 균열을 이유로 긴급냉각을 할 수 없다는 것을 의미하므로 ‘고리1호기를 당장 폐쇄해야 한다’고 주장하였으나 2012년 고리 1호기의 압력용기에 관련하여 국내 관련분야 민간전문가 10인으로 구성된 태스크포스가 2주간 독립적인 검토 작업 결과 고리 1호기가 폐로되는 2017년기준 천이온도가 127도로 허용기준치인 149도 이하로 만족함을 확인했으므로 서울환경운동연합의 양이원영 국장의 주장은 옳지 않다는 것이 밝혀졌다
핵없는 사회를 위한 공동행동과 반핵부산시민대책위원회 등 환경운동 시민단체에서는 2012년 4월 고리원전 폐쇄운동을 위한 탈핵 버스 행사를 열었다.
결국 2015년 6월 12일, 폐쇄가 결정되었고, 2017년 6월 19일부터 가동이 중단되어 폐로 절차에 들어간다.

### 대도시 근접 문제
그린피스는 후쿠시마 제1원전보다 고리원자력발전소가 더 위험성이 높다 발표했는데 그 이유는 다음과 같다.
1. 원전 폐기물 저장소인 월성원자력환경관리센터가 큰 규모로 가깝게 붙어있다.
2. 건설중인 원전까지 합치면 12개의 원전이 한 지역에 밀집되게 되는데 이는 세계에서 가장 높은 밀집도로 발전소에서 사고가 발생할 경우 위험성은 기하급수적으로 커진다.
3. 고리원전의 방사능 방재계획과 원자력 발전소 비상구역 권고 기준이 부실하다. 사고 발생 시 예방적 보호조치구역은 3~5 km, 긴급보호조치 계획구역은 5~30 km, 음식제한계획구역은 300km로 설정했는데, 고리원전 30 km 안에는 341만명이 거주하여 파키스탄과 대만에 이어 인구밀집도에서 세계 3위이다.

### 고리 원전 1호기 전원 완전 상실 사고건서
2012년 2월 9일 오후 8시 34분경 1호기에서 발전기 보호계전기를 시험하던 중 외부 전원 공급이 끊어졌다. 당시 비상디젤발전기마저 작동하지 않아 발전소 전원이 12분 동안이나 전원 완전 상실 사고(black out)가 발생했으나, 한달 넘게 은폐해 오다가 2012년 3월 12일에야 보고되어 고리 원전 1호기 폐쇄 여론이 일었다.

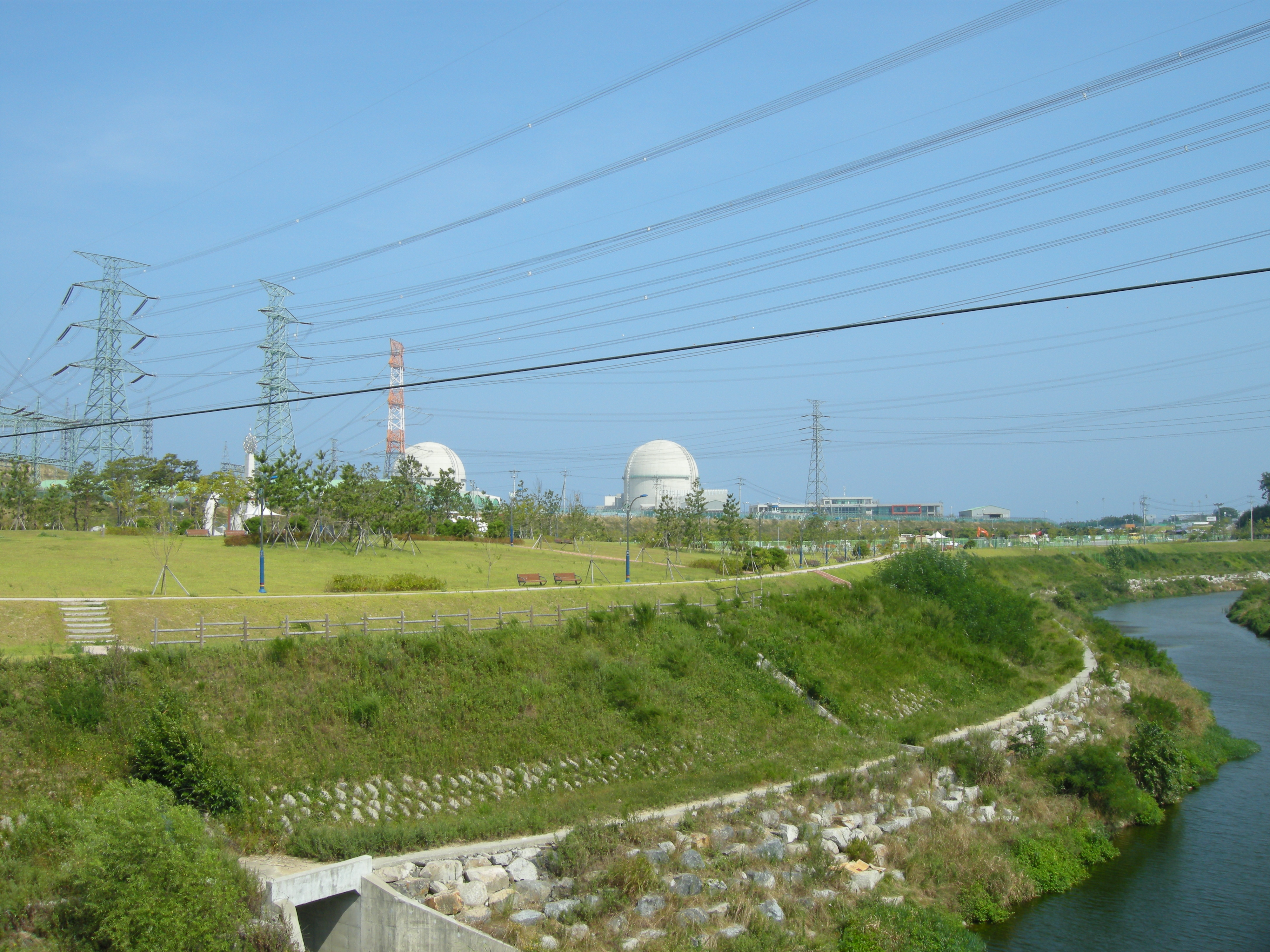
신고리원자력발전소, 오른쪽부터 1호기, 2호기

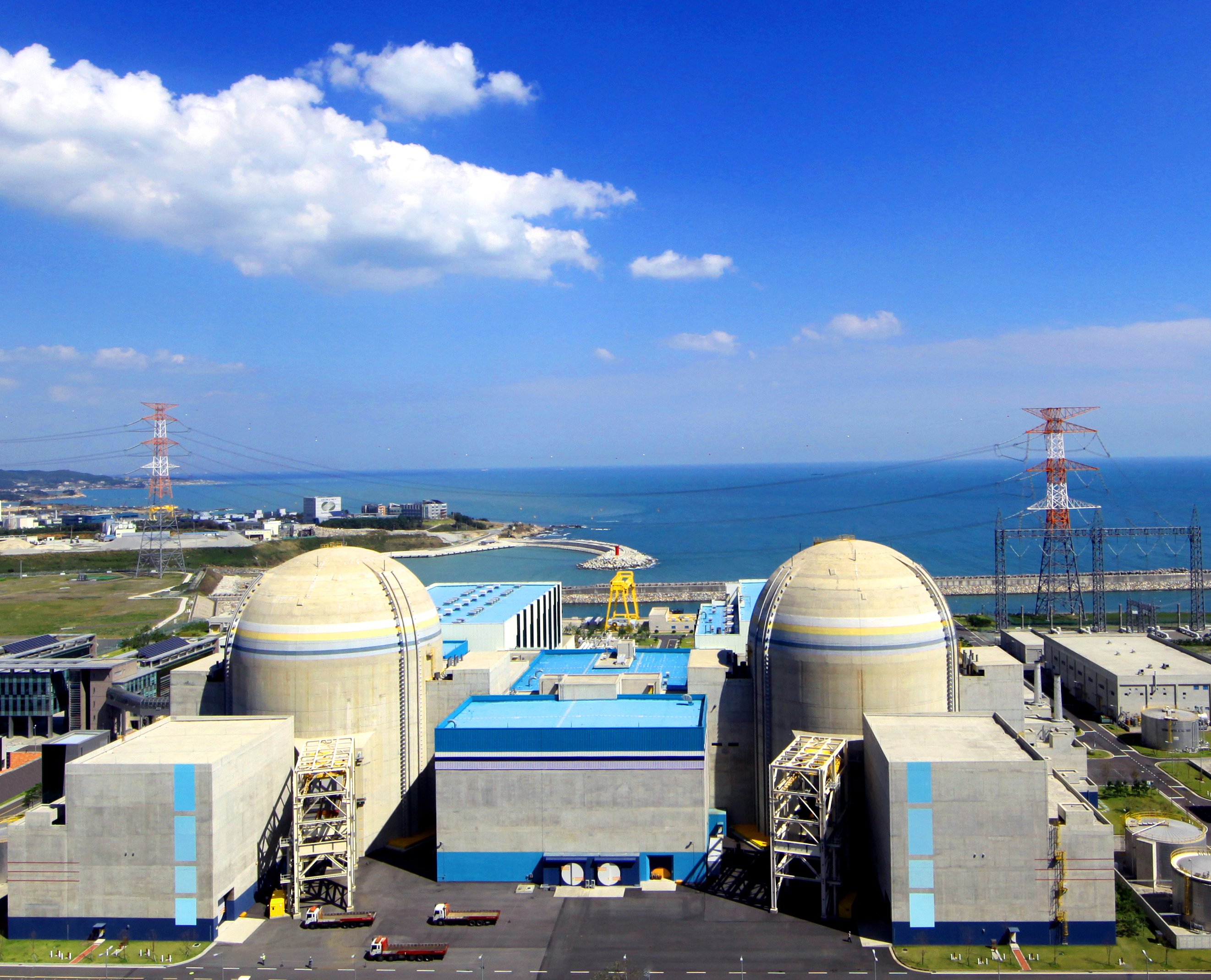
신고리원자력발전소 (오른쪽부터 1호기, 2호기)

#### 사건발생
- 2012년 2월 4일 고리 1호기 원자로 정지 후 계획 정비 착수

정비계획에 따라 핵연료 교체 및 정비에 착수(한국수력원자력), 정기검사 시작(규제전문기관 한국원자력안전기술원)
- 2012년 2월 9일 19시 30분 발전기 보호계전기 시험 시작(한국수력원자력 감독 1명, 한빛파워 시험원 3명)
- 2012년 2월 9일 20시 34분 외부전원 3개 회선 중 1, 2번 회선은 정비 중인 상태에서 3번 회선 차단하여 외부전원(345kV) 상실

비상발전기 2대 중 비상디젤발전기 A는 정비 중, 비상디젤발전기 B(EDG-B)는 자동 기동 실패로 발전소 전원 공급 완전 차단
- 2012년 2월 9일 20시 46분(전원 상실 12분 후) 정비 중이던 외부전원(154kV) 1번 회선을 긴급복구하여 전력공급 재개
- 2012년 3월 12일 한수원이 원자력안전위원회에 전력공급중단사건 보고, 안전위 고리 1호기 운전정지
- 2012년 3월 13일 사건 언론 통보, 조사단(23명) 조사시작
- 2012년 3월 15일 비상디젤발전기 성능 시험했으나 공기공급밸브 고장으로 실패
- 2012년 3월 21일 사건경위 조사결과 최종발표[10]

#### 은폐 및 폭로
- 2012년 2월 9일 21시 발전소장 등은 비상발령을 하지 않고 은폐키로 결정하고 사건기록 누락
- 2012년 2월 10일 ~ 2월 11일 비상발전기 2대 모두 운전이 불가한 상태에서 핵연료 인출 등 정비 계속
- 2012년 3월 8일 13시 30분 김수근 부산광역시 시의원(기장2, 도시개발해양위)이 식당에서 우연히 소문을 들고 고리본부 경영지원처장을 방문하여 사실여부 확인[11]

#### 전원상실 결과
- 12분간 원자로 잔열제거 계통 가동 중단으로 냉각수 온도 상승(36.9 °C에서 58.3 °C)

### 논란
- 2012년 3월 2일 고리원전본부장(정영익)과 제1 발전소장(문병위)이 인사교체된 사실이 있는데 이는 이 사건에 대한 조직적 은폐라는 의혹이 있다.[12]
- 원전에 대한 비판여론, 일본 후쿠시마 1주기, 2012년 3월에 서울에서 열린 핵안보정상회의 등에 부담을 느껴 사건을 은폐했다는 의혹이 있었다.[12]
- 이 사건을 처음 폭로한 김수근 시의원은 2012년 4월 24일 고리원전민간환경감시기구 위원직에서 사퇴한 사실을 두고 외부압력 의혹이 있다.[13]

## 폭우로 인한 원전 2호기 가동중단
2014년 8월 25일 한수원은 고리원전 2호기를 폭우에 대비해 가동 중단시켰다고 밝혔다. 하지만 순환수펌프가 이미 멈춘 사실은 제대로 알리지 않아 고장사실을 은폐하려 한 것이 아니냐는 지적을 받았다. 한편 폭우로 인해 원전이 멈춘 것은 1980년 8월 26일 집중호우로 고리1호기가 정지된 이후 처음이다. 일각에선 '지진도 쓰나미도 아닌 폭우에 원전이 멈췄다'는 것에 대한 우려가 제기되었다. 그러나 '원전 본체에는 이상이 없는 것을 현장에서 확인했다'며 큰 문제가 아니라는 주장도 나왔다.

## 고리 1호기 IAEA 심사
고리 1호기의 전원상실 사고 이후 각종 안전설비 보강작업이 이루어졌으나, 안전성에 대한 불안감을 해소하기 위해 2012년 6월 3일부터 국제원자력기구의 특별점검(안전문화수준 평가)이 이루어졌으며, 점검 후 안전성에 별다른 문제가 없는 것으로 결론내려졌다. 이에 따라 2012년 8월 6일부터 고리 1호기의 발전이 재개되었다.

## 원전부지의 입지조건
- 원자력발전소 부지의 조건은 '원자력안전법' 이하시행령, 시행규칙, 위원회 규칙, 고시, 규제 기준 및 지침 등에 의한 입지 충족 요건인 위치 제한, 기상 조건, 수문, 지진, 위해 시설 등의 광범위한 자연과학 분야에 걸쳐 다각적이고 심도 있는 조사와 분석 결과에 대한 여러 단계의 타당성 검토를 통해 이루어진다. 이러한 부지 평가의 목적은 제안된 부지의 적합성 여부 결정과 원자로 격납건물 및 안전 관련 구조물 건설, 그리고 설계에 필요한 기초 입력 자료의 도출에 있다.

## 환경영향평가
- 환경영향평가는 '환경영향평가법' 및 '환경영향평가서 작성 등에 관한 규정(2013.12.환경부)'에 따라 환경영향평가 계획서 심의를 통해 평가 항목 및 평가 방법, 대상 지역 등이 결정되면 환경영향평가서에 발전소 건설 및 운영에 따라 사업지구 인근 지역에 미치는 환경영향을 자연 생태환경, 수 환경, 생활환경 등 평가 항목을 결정하여 분야별로 검토하여 상세하게 평가한다. ‘원자력안전법’에 정하는 바에 따라 발전소 건설, 운영 및 사고 등으로 인한 방사선 환경영향평가서를 작성하는데, 원자력발전소 건설및 운영으로 발생되는 방사선 또는 방사능이 주변 환경에 미치는 영향을 미리 평가하여 원전이 환경 친화성을 가지며 만일의 사고 시에도 안전하게 설계되어 주민의 방사선에 대한 안전이 충분히 확보되었는지 입증하도록 되어 있다. 또한 환경 또는 방사선 환경에 대한 평가 결과에 따라 주변 환경에 미치는 영향을 최소화하기 위한 저감대책을 수립하여야 하며 발전소 건설 공사 및 운영 중에 환경 관련문제가 발생되지 않도록 하여야 한다.

## 후쿠시마 후속 안전조치
- [16]후쿠시마 원전 사고 이후 원전을 보유한 각국은 원자력 안전의 기반인 심층방어의 취약점을 다양한 관점에서 보강하기에 이르렀다. 우선, 예상을 뛰어넘는 자연재해로부터 원전을 보호하기 위한 제반 조치들을 취하게 되었고, 이어서 이러한 조치들이 원전 보호에 실패할 경우에 대비해 어떠한 경우에도 비상전원이 반드시 확보될 수 있도록 비상디젤발전기의 침수를 방지하고 추가로 이동식비상발전기를 설치하였으며, 노심 냉각을 위한 비상냉각 시스템을보강하게 되었다. 또한 노심이 용융되어 수소가 대량으로 발생하더라도 원자로 격납건물 내에서 폭발의 농도에 이르기 전에 연소시킬수 있도록 하여 후쿠시마 사고와 같은 수소폭발의 가능성도 차단하였다. 즉, 후쿠시마 사고 이전에 비해 설계 기준을 초과하는 자연재해 및 중대사고에 대한 대책을 마련하였고, 궁극적으로 이러한 조치들이 모두 실패하여 방사성물질이 외부로 방출될 것에 대비한 비상대응도 강화하게 되었다. 다음은 세부 조치 내용이며 모두 2015년까지 완료하도록 하였다.

## 대중문화
- 영화 - 판도라에는 한별 원자력 발전소로 나온다.

## 같이 보기
- 아톰케어(AtomCARE)
- 한국의 지진
- 일광 단층 - 발전소에 가장 가까운 활성단층이다.